# Chavannes-le-Veyron
Chavannes-le-Veyron är en ort och kommun i distriktet Morges i kantonen Vaud, Schweiz. Kommunen har 157 invånare (2023).